# Euglyphis marbodia
Euglyphis marbodia is een vlinder uit de familie van de spinners (Lasiocampidae). De wetenschappelijke naam van de soort is voor het eerst geldig gepubliceerd in 1940 door Schaus.